# Мантегаца (Милано)
Мантегаца је насеље у Италији у округу Милано, региону Ломбардија.
Према процени из 2011. у насељу је живело 1479 становника. Насеље се налази на надморској висини од 157 м.